# Villy-en-Auxois
Villy-en-Auxois é uma comuna francesa na região administrativa da Borgonha-Franco-Condado, no departamento de Côte-d'Or. Estende-se por uma área de 16,29 km². Em 2010 a comuna tinha 223 habitantes (densidade: 13,7 hab./km²).